# San Mateo Atenco
San Mateo Atenco is een voorstad van Toluca, in de deelstaat Mexico. San Salvador Atenco heeft 63.356 inwoners (census 2005) en is de hoofdplaats van de gemeente San Mateo Atenco.
San Mateo is gelegen aan de Río Lerma. Mammoetrestanten wijzen uit dat de plaats al zeker 12.000 jaar bewoond is.

## Geboren
- Bernardo Segura (11 februari 1970), snelwandelaar